# Erwin Gillmeister
Erwin Gillmeister (Toruń, 11 luglio 1907 – Monaco di Baviera, 26 novembre 1993) è stato un velocista tedesco.

## Palmarès

### Olimpiadi
- Bronzo a Berlino 1936 nella staffetta 4×100 metri.